# Ullared (TV-serie)
Ullared var en svensk dokumentärserie om varuhuset Gekås i Ullared. Serien producerades av Strix Television och skildrar verksamheten på och kring varuhuset, som är Sveriges största besöksmål. Första säsongen sändes i Kanal 5 under hösten 2009. Samtliga säsonger av programmet har huvudsakligen spelats in under sommaren. Serien blev en stor tittarsuccé och varje avsnitt sågs av över en miljon tittare.  Fram till 2019 producerades 10 säsonger av serien, vilken betecknas som Kanal 5:s största tittarsuccé genom tiderna. 
Ur personalen får man följa varuhusets chef Boris Lennerhov och de anställda på varuhuset, bland andra Morgan Karlsson och Ola-Conny Wallgren. I programmet får man förutom personalen även följa några av kunderna.
Programmet har kritiserats för att framställa de medverkande på ett felaktigt sätt. Serien har även kritiserats för att den innebär okritisk reklam för varuhuset Ge-kås, i strid med reglerna för reklamsänd TV i Sverige.

## Uppehållet
Den 4 april 2011 sändes det sista avsnittet av säsong tre och serien var därefter planerad att läggas ner. Men i januari 2013 startade den fjärde säsongen i Kanal 5 efter ett beslut under juli 2012. 2021 sändes sista säsongen av TV-serien.